# Саад аш-Шіб
Саад аш-Шіб (араб. سعد الشيب; нар. 19 лютого 1990, Доха) — катарський футболіст, воротар клубу «Аль-Садд» і національної збірної Катару, у складі якої — володар Кубка Азії 2019 року. Найкращий воротар Кубка Азії-2019.

## Клубна кар'єра
Народився 19 лютого 1990 року в місті Доха. Вихованець футбольної школи клубу «Аль-Садд». Дорослу футбольну кар'єру розпочав 2008 року в основній команді того ж клубу, кольори якої захищає й донині.

## Виступи за збірну
2008 року дебютував в офіційних матчах у складі національної збірної Катару.
У складі збірної був учасником домашнього кубка Азії 2011 року і кубка Азії 2015 року в Австралії, на обох континентальних першостях був резервним голкіпером і на поле не виходив.
А ще за чотири роки, на кубку Азії 2019 в ОАЕ, вже був основним воротарем катарської збірної. На цій континентальній першості його команда бездоганно подолала груповий етап, вигравши усі три гри із загальним рахунком 10:0, а на стадії плей-оф здолала послідовно Ірак, Південну Корею і господарів турніру, еміратців, яких розгромила у півфіналі з рахунком 4:0. При цьому протягом перших шести ігор турніру аш-Шіб не пропустив жодного гола, а перший і єдиний гол у його ворота був забитий лише у фінальній грі, що, утім, не завадило Катару здолати збірну Японії з рахунком 3:1 і здобути перший в його історії титул чемпіонів Азії. При цьому продемонстрована катарським воротарем надійність (1 пропущений гол у семи іграх) дозволила йому не лише здобути чемпіонський титул, але й бути визнаним найкращим голкіпером змагання.
| Дата       | Місто    | Господарі         | Результат | Гості | Турнір                        | Голи | Примітки |
| ---------- | -------- | ----------------- | --------- | ----- | ----------------------------- | ---- | -------- |
| 09-01-2019 | Аль-Айн  | Катар             | 2 – 0     | Ліван | Кубок Азії 2019 - 1-й етап    | -    |          |
| 13-01-2019 | Аль-Айн  | Північна Корея    | 0 – 6     | Катар | Кубок Азії 2019 - 1-й етап    | -    |          |
| 17-01-2019 | Абу-Дабі | Саудівська Аравія | 0 – 2     | Катар | Кубок Азії 2019 - 1-й етап    | -    |          |
| 22-01-2019 | Абу-Дабі | Катар             | 1 – 0     | Ірак  | Кубок Азії 2019 - 1/8 фіналу  | -    |          |
| 25-01-2019 | Абу-Дабі | Південна Корея    | 0 – 1     | Катар | Кубок Азії 2019 - чвертьфінал | -    |          |
| 29-01-2019 | Абу-Дабі | Катар             | 4 – 0     | ОАЕ   | Кубок Азії 2019 - півфінал    | -    |          |
| 01-02-2019 | Абу-Дабі | Японія            | 1 – 3     | Катар | Кубок Азії 2019 - Фінал       | -1   |          |
| Усього     |          | Матчів            | 7         |       | Голів                         | -1   |          |

## Титули і досягнення

### Клубні
- Чемпіон Катару (6): 2012-13, 2018-19, 2020-21, 2021-22, 2023-24, 2024-25
- Володар Кубка Еміра Катару (6): 2014, 2015, 2017, 2020, 2021, 2024
- Володар Кубка наслідного принца Катару (5): 2008, 2017, 2020, 2021, 2025
- Володар Кубка шейха Яссіма (3): 2014, 2017, 2019
- Володар Кубка зірок Катару (2): 2010, 2019-20
- Переможець Ліги чемпіонів АФК (1): 2011

### Збірні
- Переможець Чемпіонату Західної Азії: 2013
- Переможець Кубка націй Перської затоки: 2014
- Володар Кубка Азії з футболу: 2019, 2024

### Особисті
- Найкращий воротар Кубка Азії з футболу (1): 2019